# Eemnesserweg (Baarn)
De Eemnesserweg is een straat in Baarn in de Nederlandse provincie Utrecht
De Eemnesserweg loopt van de Baarnse Brink tot aan de Van Heemstralaan. De naam van de weg werd op 7 januari 1876 officieel vastgesteld. Daarvoor heette zij de Eemnesserstraatweg. Vroeger was het een oude landweg die vanuit het dorp naar Eemnes voerde. De buitenplaatsen Benthuijs, Villa Rusthoek en Courbe Voie herinneren nog aan die oorspronkelijke weg.
Aan de Eemnesserweg staan een groot aantal panden die monumentenstatus hebben:
gemeentelijk monument:  4, 10 11, 12, 13, 28, 30, 46, 56, 72, 77, 79, 81-83, 83a, 84, 87, 89, 94, 95, 97, 98, 102.
rijksmonument: 14, 50, 62, 69, 89a, 91, 93, 95.